# George R. Davis

George R. Davis

George Royal Davis (* 3. Januar 1840 in Palmer, Massachusetts; † 25. November 1899 in Chicago, Illinois) war ein US-amerikanischer Politiker. Zwischen 1879 und 1885 vertrat er den Bundesstaat Illinois im US-Repräsentantenhaus.

## Werdegang
Nach Besuch der Grundschule seines Geburtsortes trat er in das "Williston Seminary" in Easthampton ein, das er mit Auszeichnung 1860 beendete. Danach studierte er Jura und wurde in angemessener Zeit als Rechtsanwalt zugelassen. Während des Bürgerkrieges gab er seinen Beruf auf und meldete sich beim Massachusetts’ Volunteer Infanterie Regiment. Hier diente er bis 1863 und kehrte zurück nach Massachusetts, wo er eine Batterie der Leichten Artillerie aufbaute. zunächst als Hauptmann und dann als Major im Heer der Union. Colonel Davis 1869 kam mit General Philip Sheridan erstmals nach Chicago. Er verließ die Armee und machte 1871 Chicago zu seinem Wohnsitz. Nach dem Krieg arbeitete er im Handwerk und in der Versicherungsbranche. Außerdem wurde er auf dem Finanzmarkt tätig. Davis behielt sein Interesse in militärischen Angelegenheiten und beteiligte sich aktiv an dem Aufbau der örtlichen Miliz. Davis wurde zum Kommandanten des First Regiment I. N. G. ernannt und Senior Oberst im Staatsdienst von Illinois. Politisch war er Mitglied der Republikanischen Partei.
Bei den Kongresswahlen des Jahres 1878 wurde Davis im zweiten Wahlbezirk von Illinois in das US-Repräsentantenhaus in Washington, D.C. gewählt, wo er am 4. März 1879 die Nachfolge von Carter Harrison antrat. Nach zwei Wiederwahlen konnte er bis zum 3. März 1885 drei Legislaturperioden im Kongress absolvieren. Seit 1883 vertrat er dort als Nachfolger von Charles B. Farwell den dritten Distrikt seines Staates. Im Jahr 1884 verzichtete er auf eine weitere Kandidatur.
Nach dem Ende seiner Zeit im US-Repräsentantenhaus nahm George Davis seine früheren Tätigkeiten wieder auf. Zwischen 1886 und 1890 wurde er zum Kämmerer im Cook County, zu dem Chicago gehörte, gewählt.
Bei der im Jahr 1893 in Chicago abgehaltenen World’s Columbian Exposition war Davis als Generaldirektor für die Durchführung dieser Weltausstellung verantwortlich. Davis und sein Team von Direktoren stand vor der monumentalen Aufgabe, die Millionen von Ausstellungsstücken in irgendeiner Form zu ordnen. Hierfür holte er sich Amerikas bekanntesten Klassifizierungs-Fachmann am Smithsonian Institution, George Brown Goode, der er für die Ausstellung ein Klassifizierungs-System in Gruppen und Untergruppen konzipierte.
Er starb am 25. November 1899 in Chicago.